# Zábeštní Lhota
Zábeštní Lhota là một làng thuộc huyện Přerov, vùng Olomoucký, Cộng hòa Séc.